# Catherine Keyl
Catherina Elisabeth (Catherine) Keyl (Den Haag, 24 oktober 1946) is een Nederlandse presentatrice.

## Jeugd
Keyl werd geboren als dochter van een katholieke moeder en een agnostisch-Joodse vader. Onder de Duitse bezetting zat hij in het verzet met onder anderen Henk Sneevliet, en werd opgepakt na het doden van een Duitse officier. Via Scheveningen en Vught kwam hij in Sachsenhausen terecht. Na de oorlog sprak hij niet over zijn ervaringen, maar hij terroriseerde zijn gezin om zijn kinderen te harden voor een volgende oorlog. Op latere leeftijd reconstrueerde Catherine het leven van haar vader in het boek "Oorlogsvader".

## Opleiding
Keyl volgde de middelbare school op een christelijk lyceum en begon vervolgens aan een studie Frans, die ze niet afmaakte. 

## Carrière
Keyl begon haar loopbaan in 1971 als regie-assistente en producente bij de IKON. Hierna werkte ze twaalf jaar lang voor het actualiteitenprogramma Hier en Nu van de publieke omroep NCRV, zowel in het binnen- als in het buitenland. In het seizoen 1985-1986 presenteerde ze het AVRO-programma Opsporing Verzocht en werkte ze nog drie jaar voor AVRO Service Salon en AVRO's Televizier. In dit laatste programma had ze in de jaren '80 tijdens de Franse verkiezingen één ontmoeting met Jean-Marie Le Pen in Straatsburg. Na het interview vroeg Keyl bij het weggaan: "Als u de holocaust een detail van de geschiedenis noemt, waar zijn mijn grootouders dan gebleven?". Le Pen reageert hierop door te stellen dat Keyl waardeloze journalistiek bedrijft. Het item wordt uiteindelijk niet uitgezonden omdat Jaap van Meekren (destijds presentator van Televizier en zelf ook Joods) het onprofessioneel vond dat Keyl haar eigen achtergrond gebruikte. Toch zou ze hierna dit als handelsmerk gebruiken.
In 1990 stapte Keyl over naar de commerciële televisiezender RTL 4. Daar presenteerde ze samen met Marc Jacobs het ontbijtprogramma Veronique Ontbijtshow. Vanaf 1990 presenteerde ze, eveneens bij RTL 4, afwisselend met Viola Holt, het middagmagazine De 5 Uur Show. Na vijf jaar stopte ze hiermee en begon ze aan een dagelijks praatprogramma bij RTL, getiteld Catherine, dat 's middags te zien was en een miljoenenpubliek trok. Vanwege problemen met de sponsors van het programma stopte het programma vijf jaar later. In 1993-1994 presenteerde zij samen met topkok Jon Sistermans de kooktalkshow Koken met Sterren. Zij presenteerde ook een aantal programma's met de titel Sex: de stand van zaken, waarin ze reportages maakte over alle facetten van de seksindustrie.
Hierna keerde Keyl terug naar de publieke omroep. Voor de EO maakte ze in 2002 een serie genaamd Catherine Zoekt God, waarin de niet-gelovige Keyl in gesprekken met zes min of meer bekende christenen meer te weten kwam over het geloof in God. Voor de TROS maakte ze in 2003 een reeks documentaires onder de titel Catherine gaat verder, over onderwerpen als junks, neonazi's en openbaar wapenbezit.
Vanaf 2005 werd Keyl het gezicht van de seniorenomroep MAX. Haar dagelijkse talkshow MAX en Catherine trok dagelijks een miljoen kijkers. Op 23 november 2006 presenteerde Keyl hetgeen ze toen dacht haar laatste programma zou zijn. Haar programma werd hierna tijdelijk overgenomen door Martine van Os. Vanaf 5 maart 2007 was Keyl weer even terug op de televisie met het programma MAX en Catherine. Op 1 mei werd bekendgemaakt dat Keyl definitief zou worden opgevolgd door Loretta Schrijver.
In de tussentijd, op 16 maart 2009, lanceerde Keyl het tijdschrift Catherine voor 'leeftijdsloze vrouwen vanaf veertig'. Op 26 september 2009 deed zij mee aan Let's Dance bij RTL 4. Ook begon zij dat jaar met het schrijven van columns in De Telegraaf.
Tussen 3 oktober 2011 en 6 april 2012 was Keyl weer terug op televisie, waar zij een van de vijf gezichten werd van het nieuwe, doordeweekse NTR-programma 5OP2. Dit programma presenteerde Keyl op maandag, terwijl haar medepresentatoren Sipke Jan Bousema, Jörgen Raymann, Dieuwertje Blok en Lucille Werner op respectievelijk dinsdag, woensdag, donderdag en vrijdag de uitzending verzorgden.
In 2014 deed de presentatrice mee aan De Slimste Mens. In 2019 was Keyl te zien in het RTL 4-programma The Masked Singer, waarin zij gemaskerd als Aartsengel de zangwedstrijd aan ging. In 2022 was Keyl een van de deelnemers aan het Videoland-programma Celebrity Apprentice.

## Trivia
- Op 17 december 1999 en 25 februari 2021 was ze te gast in Dit was het nieuws.
- Ze eindigde op de vijfde plaats bij De Nationale Bijbeltest 2008 met een 5.0.
- In november 2009 toen zij een artikel over sekstoerisme op haar website publiceerde waarin ze seks met Afrikaanse minderjarigen 'een bijzondere vorm van ontwikkelingshulp' noemde haalde ze zich daarmee de woede van het Ghanees verkeersbureau op de hals.[6][7]
- In 2012 was ze een van de kandidaten in het AVRO-programma Maestro.
- In 2018 werd Keyl voorafgaand aan een opname van M geïntimideerd door activiste Sunny Bergman. Deze wilde voorkomen dat de multiculturele samenleving als oorzaak van het minder topless zonnen werd genoemd.[8] Bergman ontkende, en stelde dat Keyl discrimineerde.[9]

## Onderscheiding
Op 4 september 2006 werd tijdens de uitzending van haar televisieprogramma bekendgemaakt dat zij was benoemd tot Ridder in de Orde van Oranje-Nassau voor haar bijdragen van 35 jaar aan de omroep. De onderscheiding werd haar uitgereikt door Peter Rehwinkel, burgemeester van Naarden.

## Privé
Keyl is twee keer getrouwd geweest.